# Arian Foster
Arian Foster (født 24. august 1986 i Albuquerque, New Mexico) er en amerikansk NFL-spiller, der spiller runningback for Houston Texans. Han skrev kontrakt med Houston Texans som fri spiller i 2009 efter han ikke blev valgt i 2009-draften.
Han spillede college football i Tennessee. 

## Klubber
- 2009-: Houston Texans.